# Ernest Lundeen
Ernest Lundeen, född 4 augusti 1878 i Lincoln County, South Dakota, död 31 augusti 1940 nära Lovettsville, Virginia, var en amerikansk politiker. Han var av svensk härkomst och representerade delstaten Minnesota i båda kamrarna av USA:s kongress. Lundeen var isolationist i utrikespolitiska frågor.
Lundeen deltog i Spansk-amerikanska kriget och avlade sedan 1901 sin grundexamen vid Carleton College. Han studerade därefter juridik vid University of Minnesota och inledde 1906 sin karriär som advokat i Minneapolis. Han gifte sig 1919 med Norma Ward.
Han var ledamot av USA:s representanthus för republikanerna 1917-1919. Han röstade emot krigsförklaringen mot Kejsardömet Tyskland och återvaldes inte i 1918 års kongressval men kom tillbaka på 1930-talet som medlem av Minnesota Farmer-Labor Party. Han var satt först i representanthuset 1933-1937 och sedan fram till sin död i senaten. Senator Thomas D. Schall omkom 1935 i en bilolycka. Lundeens partikamrat Elmer Austin Benson utnämndes till senaten men kandiderade 1936 varken i fyllnadsvalet som gällde slutet av mandatperioden fram till 1937 eller till en efterföljande sexårig mandatperiod. Lundeen vann valet som gällde den sexåriga mandatperioden och även den mandatperioden skulle huggas kort av en olycka, som i fallet med företrädaren Schall.
Lundeen deltog 1938 i arbetet av kommissionen som förberedde 300-årsjubileet av den första svenska amerikainvandringen, grundandet av kolonin Nya Sverige på ömse sidor av Delawarefloden 1638. Lundeen uppträdde 8 april 1938 i Philadelphia för att fira 300 år av svenskamerikaner och höll 5 maj 1938 ett tal till kongressen om grundandet av Delaware. Lundeen var 1940 bland dem som förespråkade att USA skulle köpa Grönland efter att Nazityskland ockuperade Danmark.
Lundeen miste livet i en flygolycka i Virginia. Alla 25 personer ombord flygplanet av typen Douglas DC-3 omkom. Planet drabbades av åskväder och träffades av en blixt. Han var metodist. En av Lundeens efterträdare, Paul Wellstone, omkom 2002 i en flygolycka.
Lundeens grav finns på Fort Snelling National Cemetery i Minneapolis.